# Rosalinda
Rosalinda est une telenovela mexicaine en 80 épisodes de 60 minutes produite par Televisa et diffusée entre le 1er mars et le 18 juin 1999 sur le Canal de las Estrellas.

## Synopsis
Rosalinda est une jolie femme qui vend des fleurs et décore un restaurant chic. Un jour, elle rencontre Fernando José, un homme de statut social élevé. Il joue du piano au restaurant. Ils ont fini par tomber amoureux, se marier et avoir un enfant nommé Erika, mais sa belle-mère Valeria désire diviser le couple heureux, et elle a la meilleure façon de le faire.
La vraie mère de Rosalinda, Soledad, a purgé une peine de prison de 20 ans pour l'assassinat du père de Fernando José. Elle était innocente, mais a pris le blâme. Après avoir découvert cette nouvelles horribles, Fernando José abandonne Rosalinda et sa fille. Valeria kidnappe Erika. Rosalinda va dans une clinique et perd finalement la raison . Elle est enfermée dans un hôpital psychiatrique.
Une nuit, l'hôpital psychiatrique prend feu et brûle vers le bas. Rosalinda parvient heureusement à échapper. Cependant, ses proches sont convaincus qu'elle est morte. Souffrant d'une importante affaire d'amnésie, elle est forcée de devenir un voleur par un vieil homme qui la prend. Elle rencontre Alejandro "Alex" Dorantes tout enessayant de voler sa maison. Alex lui nettoie et elle prend l'identité de Paloma Dorantes et devient un chanteur. Elle tombe amoureuse d'Alex, l'agent artistique qui fait célèbre. Pendant ce temps, Fernando José épouse la cousine de Rosalinda, Fedra.
La vie de Rosalinda avec Alex semble aller bien. Cependant, les choses ne semblent pas être tout à fait raison. Une nuit, Rosalinda et Alex assistent à l'un des concerts Fernando Jose . Il joue une chanson qui se trouve être la première , qu'il avait joué lors de leur rencontre. Cela semble déclencher la mémoire de Rosalinda de son passé. Accablé par ces souvenirs, Rosalinda sort en courant de la salle de concert et se fait frapper par une voiture. Alex lui se précipite à l'hôpital. Il voit alors que Rosalinda se rend compte qu'elle n'est pas Paloma, mais Rosalinda. Maintenant que Rosalinda a retrouvé  la mémoire , elle doit revenir en arrière et se battre pour gagner son enfant, sa famille, et Fernando Jose.

## Distribution
- Thalía : Rosalinda Del Castillo Romero de Altamirano / Rosalinda Pérez Romero/ Paloma Dorantes
- Fernando Carrillo : Fernando José Altamirano del Castillo
- Lupita Ferrer : Valeria Del Castillo de Altamirano
- Nora Salinas : Fedra Pérez Romero
- Angélica María : Soledad Romero Vda de Del Castillo / Marta
- Laura Zapata : Verónica Del Castillo de Altamirano
- Esther Rinaldi : Abril Quiñones Del Castillo
- Adriana Fonseca : Lucía Pérez Romero, dite Lucy
- Manuel Saval : Alfredo Del Castillo
- Andrea Martinez : Daniela Del Castillo de Dorantes
- Miguel Ángel Rodríguez (en) : Javier Pérez
- René Muñoz : Abuelo Florentino Rosas
- Jorge De Silva : Alberto "Beto" Pérez Romero
- Paty Díaz : Clarita Martínez
- Ninón Sevilla : Asunción
- Raúl Padilla "Choforo" : Bonifacio
- Renata Flores : Zoila Barriga
- Víctor Noriega : Alejandro "Alex" Dorantes
- Elvira Monsell : Bertha Álvarez
- Anastasia : Alcira Ordóñez
- Eduardo Luna : Aníbal Rivera Pacheco
- Roberto "Flaco" Guzmán : Francisco Quiñones "El Miserias"
- Meche Barba : Angustias
- Sergio Reynoso : Agustín Morales
- Eugenio Bartilotti : Efrén
- Guillermo García Cantú : José Fernando Altamirano
- Eva Calvo : Úrsula Valdez
- Emiliano Lizárraga : Ramiro
- Eduardo Liñán : Demetrio Morales
- Sara Luz : Becky Rosas
- Susana González : Luz Elena
- Tere López-Tarín : Natalia
- Tina Romero : Dolores Romero de Peréz
- Milagros Rueda : Celina Barriga (#1)
- Ivonne Montero : Celina Barriga (#2)
- Yessica Salazar : Pamela Iturbide
- Irma Torres : Julieta
- Julio Urreta : Ayala
- Liza Willert : Georgina
- Luz María Zetina : Luz María
- Alejandro Ávila : Gerardo Navarrete
- Juan Carlos Serrán
- Ricardo Vera
- Ismael Larumbe
- Úrsula Murayama
- Rafael Amador
- Jorge Pascual Rubio : Cosme
- Javier Ruán : Chuy
- Alberto Inzúa : Dr. Riveroll
- Ana María Aguirre : Enriqueta Navarrete
- Maricarmen Vela : Sor Emilia
- Sabine Moussier : Cristina
- María Morena : Luciana Díaz
- César Castro : Ismael
- Guadalupe Bolaños
- Blanca Torres
- Queta Lavat : Directrice de la prison
- Julio Monterde : Avocat
- Sara Montes : Sandra Pacheco de Rivera